# 姚夔
姚夔（1414年—1473年），字大章，號損菴，浙江嚴州府桐廬縣人，正統戊午解元，壬戌進士，官至禮部尚書、吏部尚書。

## 生平
姚夔是正統三年（1438年）戊午科浙江鄉試第一名舉人（解元），七年（1442年）中式壬戌科會試第一名（會元），二甲第六名進士。授吏科給事中。郕王朱祁鈺（後為明景帝）監國時期，諸大臣議勸即位，未決，其進言稱請為社稷計，遂定。京師保衛戰時，請急徵宣府、遼東兵入衛。景泰元年（1450年）升南京刑部右侍郎，四年（1453年）改禮部右侍郎。明景帝病重，禮部尚書胡濙稱病，姚夔率領群臣請復立明英宗之子為太子，不被接納，翌日，姚夔打算率百官伏闕再請，石亨已經發動奪門之變、奉上皇（明英宗）復位，姚夔改任南京禮部右侍郎。明英宗知他的才能，又知道他曾提議復儲，召還他回朝任禮部左侍郎，天順二年（1458年）改吏部左侍郎，七年（1463年）升禮部尚書。
成化二年（1466年）明憲宗聽從南京兵部尚書李賓進言，令南直隸及浙江、江西、福建諸生，納米濟荒得入監生，姚夔奏請罷免此舉，四年（1468年）以災異屢次上疏請遠離宦官內臣，得到明憲宗優旨答報。慈懿太后駕崩後，中旨議別處下葬，內閣大臣則持不可，於是下廷臣商議。姚夔連續三次進言合葬，又率領群臣伏文華門哭諫，太后得如禮，此舉亦得到嗣後的明孝宗稱讚。後來因言官彈劾，姚夔求去，不予批准。期間他亦進言明憲宗遠離僧侶，使得寺僧勢有所減損，五年（1469年）改吏部尚書，七年（1471年）加太子少保，請求禁采辦，恤軍匠，減力役等事情，多得以採納。九年（1473年）去世，贈少保，諡文敏。

## 家族
祖父姚伯華，著名孝子。姚夔子姚璧、從弟姚龍均為進士出身。

## 紀念
桐廬城內曾有解元坊、冢宰坊。